# Bronice (Lublin)
Pour les articles homonymes, voir Bronice.
Bronice (prononciation [brɔˈnit͡sɛ]) est un village de la gmina de Nałęczów du powiat de Puławy dans la voïvodie de Lublin, situé dans l'est de la Pologne.
Il se situe à environ 8 kilomètres au nord de Kazimierz Dolny (siège de la gmina), 20 kilomètres à l'est de Puławy (siège du powiat) et 27 kilomètres au nord-ouest de Lublin (capitale de la voïvodie).

## Histoire
De 1975 à 1998, le village est attaché administrativement à l'ancienne Voïvodie de Lublin.

Depuis 1999, il fait partie de la nouvelle voïvodie de Lublin.